# Adriano Domínguez
Adriano Domínguez Fernández (León, 4 de enero de 1920 - Madrid, 9 de mayo de 2008) fue un actor español, con una larguísima carrera en el teatro, cine, televisión y doblaje.

## Biografía
Nacido en León el 4 de enero de 1918. Hijo de los actores Luisa María Hinojosa y José Domínguez. Comenzó su carrera en el periodismo y Facultad de Filosofía y Letras, pero su afición en el espectáculo abandonaría sus estudios y comenzaría su actividad en el teatro, primero ingresaría en el Teatro Español Universitario (TEU), permaneció varios años como estudiante hasta en 1939. Una vez finalizada su carrera como estudiante, trabajaría en las compañías de Antonio Vico y José Isbert, a principios de los años 40. Adriano Domínguez en 1942 se integró en la compañía del teatro Infanta Isabel, en la que actuaban Rafael Rivelles, María Fernanda Ladrón de Guevara, Tina Gascó y Fernando de Granada. Posteriormente, estuvo en Radio Nacional de España ante cuyos micrófonos cultivó la poesía. 

### Teatro
Por fin, pasó a la compañía del Teatro Español, donde se produjo su consagración como actor. Su última actuación en la compañía del Teatro Nacional fue en la obra Historia de una escalera, de Antonio Buero Vallejo, en la que cosechó un verdadero triunfo. En 1943 ingresaría definitivamente en el Teatro María Guerrero y en ese mismo año debutaría en un pequeño papel en la obra Ni pobre ni rico, sino todo lo contrario. Años más tarde su especialidad en el teatro participaría en centenares de funciones, ente algunas obras en las actuó cabe destacar como Plaza de Oriente (1948), de Joaquín Calvo Sotelo, Don Juan Tenorio (1949), de José Zorrilla, El calendario que perdió siete días (1950), de Enrique Suárez de Deza, Ha llegado Don Juan (1952), de Jacinto Benavente, Don Juan Tenorio (1953), de José Zorrilla y El caso del señor vestido de violeta (1954), de Miguel Mihura, Hoy es fiesta (1956) de Antonio Buero Vallejo. Trabajó en comedias como Su amante esposa (1966), de Jacinto Benavente y No entiendo a mi marido (1968), de Alan Ayckbourn, ambas junto a Isabel Garcés.

### Cine
En 1945 debutó en el cine a manos del director Antonio Román, en la película Los últimos de Filipinas, inmediatamente se convierte en uno de los más prolíficos del cine español casi siempre en papeles secundarios a lo largo de cuatro décadas con una brillante carrera cinematográfica de ciento cincuenta títulos que en la décadas de 1950 y 1960 fue cuando intervino en títulos tan célebres del cine español como Agustina de Aragón (1950), de Juan de Orduña, Historias de la radio (1955), de José Luis Sáenz de Heredia, Marcelino, pan y vino (1955) y Mi tío Jacinto (1956), ambas de Ladislao Vajda y Plácido (1961), de Luis García Berlanga y trabajo en algunas películas del llamado Spaghetti Western. Debido a su registro cómico y dramático le llevó a llevar a interpretar papeles clave en algunas destacadas películas de Fernando Fernán Gómez como El viaje a ninguna parte (1986).
Se casó por primeras nupcias con la Elisa Guerrero durante una gira teatral y tuvo tres hijos Alfredo, Leonor y Gustavo.

### Doblaje y televisión
A lo largo de los años 60 trabaja como actor de doblaje, en varias ocasiones doblando al actor estadounidense Henry Fonda, entre otros. Formó parte del cuadro de actores de Radio Nacional de España en 1965. Ya avanzada la década de 1960 interviene en la televisión, ya que fue un rostro asiduo en espacios dramáticos destacando como Estudio 1, Novela, Primera fila o Teatro de familia. Ya a su avanzada edad participa en series tan célebres de televisión como Un, dos, tres... responda otra vez (1976-1977), Los camioneros (1973-1974) acompañando a Sancho Gracia, Crónicas de un pueblo (1971-1974), Farmacia de guardia (1994) y Los ladrones van a la oficina (1993-1996). 

### Últimas obras
Actuó en obras junto a Adolfo Marsillach, principalmente en la famosa obra Yo me bajo en la próxima, ¿y usted? (1982) y ¿Quién teme a Virginia Woolf? (1999) de Edward Franklin Albee. Fue galardonado con un TP de Oro de 1994 y Premio Nacional de Teatro, en 1991 y 1998. Medalla de Oro al Mérito en las Bellas Artes (1998) y Medalla de Oro al Mérito en el Trabajo (2001) por su dilatada trayectoria profesional.

### Muerte
En 1997 debido su avanzada edad se retiraría definitivamente de los escenarios. Falleció en la noche el 9 de mayo de 2008 en su domicilio en Madrid, a los 88 años de un ataque al corazón poco después de haber padecido de una larga enfermedad. Esta enterrado en el Cementerio de la Almudena.

## Películas
- Los últimos de Filipinas (1945)
- La princesa de los Ursinos (1947)
- Agustina de Aragón (1950)
- La señora de Fátima (1951)
- Séptima página (1951)
- La leona de Castilla (1951)
- Ronda española (1952)
- Carne de horca (1953)
- Vuelo 971 (1953)
- Aeropuerto (1953)
- Dos caminos (1954)
- Marcelino, pan y vino (1955)
- Historias de la radio (1955)
- El malvado Carabel (1956)
- Mi tío Jacinto (1956)
- Todos somos necesarios (1956)
- Manolo, guardia urbano (1956)
- El hombre que viajaba despacito (1957)
- Los ángeles del volante (1957)
- Mensajeros de paz (1957)
- Un marido de ida y vuelta (1957)
- El hombre del paraguas blanco (1958)
- Les Bijoutiers du clair de lune (1958)
- De espaldas a la puerta (1959)
- El día de los enamorados (1959)
- Pasos de angustia (1959)
- La reina del Tabarín (1960)
- Crimen para recién casados (1960)
- La paz empieza nunca (1960)
- Amor bajo cero (1960)
- Los económicamente débiles (1960)
- 091 Policía al habla (1960)
- Mi calle (1960)
- Un ángel tuvo la culpa (1960)
- ¿Dónde vas, triste de ti? (1960)
- Tres de la Cruz Roja (1961)
- Alerta en el cielo (1961)
- Vamos a contar mentiras (1961)
- Plácido (1961)
- El indulto (1961)
- Regresa un desconocido (1961)
- Teresa de Jesús (1961).
- Margarita se llama mi amor (1961)
- El amor de los amores (1962)
- Vuelve San Valentín (1962)
- Vampiresas 1930 (1962)
- Accidente 703 (1962)
- El grano de mostaza (1962)
- Cerca de las estrellas (1962)
- El balcón de la luna (1962)
- La reina del Chantecler (1962)
- Historia de una noche (1962)
- El camino (1963)
- Tela de araña (1963)
- La máscara de Scaramouche (1963)
- Eva 63 (1963)
- El valle de las espadas (1963)
- El precio de un asesino (1963)
- Operación Embajada (1963)
- El verdugo (1963)
- Ensayo general para la muerte (1963)
- El juego de la verdad (1963)
- Aquella joven de blanco (1964)
- La muerte silba un blues (1964)
- Jandro (1964)
- Tengo 17 años (1964)
- El señor de La Salle (1964)
- Due mafiosi nel Far West (1964)
- Fin de semana (1964)
- El salario del crimen (1965)
- Los cuatreros (1965)
- El secreto de Bill North (1965)
- Una bara per lo sceriffo (1965)
- Dos chicas locas, locas... (1965)
- El cálido verano del Sr. Rodríguez (1965)
- La mansión de los vampiros (1965)
- Historias de la televisión (1965)
- Zarabanda Bing Bing (1966)
- Fray Torero (1966)
- De barro y oro (1966)
- Culpable para un delito (1967)
- El hombre que mató a Billy el Niño (1967)
- El rostro del asesino (1967)
- Club de solteros (1967)
- Pero... ¿en qué país vivimos? (1967)
- Cervantes (1967)
- Uno a uno, sin piedad (1968)
- ¡Cómo sois las mujeres! (1968)
- No le busques tres pies... (1968)
- La chica de los anuncios (1968)
- El taxi de los conflictos (1969)
- No somos ni Romeo ni Julieta (1969)
- Un adulterio decente (1969)
- Abuelo Made in Spain (1969)
- Pecados conyugales (1969)
- Las nenas del mini-mini (1969)
- Soltera y madre en la vida (1969)
- A 45 revoluciones por minuto (1969)
- Estudio amueblado 2.P. (1969)
- Johnny Ratón (1969)
- Matrimonios separados (1969)
- La cólera del viento (1970)
- Con ella llegó el amor (1970)
- Pierna creciente, falda menguante (1970)
- Golpe de mano (Explosión) (1970)
- El abominable hombre de la Costa del Sol (1970)
- Tristana (1970)
- Don Erre que erre (1970)
- Una señora llamada Andrés (1970)
- Después de los nueve meses (1970)
- Los hombres las prefieren viudas (1970)
- Trasplante de un cerebro (1970)
- El monumento (1970)
- Vente a Alemania, Pepe (1971)
- Las Ibéricas F.C. (1971)
- Me debes un muerto (1971)
- Un dólar para Sartana (1971)
- La mansión de la niebla    (1972)
- La cera virgen (1972)
- La casa de las Chivas (1972)
- Experiencia prematrimonial (1972)
- Los novios de mi mujer (1972)
- Las colocadas (1972)
- Una bala marcada (1972)
- El desafío de Pancho Villa (1973)
- Flor de santidad (1973)
- Lo verde empieza en los Pirineos (1973)
- Corazón solitario (1973)
- El padrino y sus ahijadas (1974)
- Proceso a Jesús (1974)
- Cuando los niños vienen de Marsella (1974)
- Cinco almohadas para una noche (1974)
- Tocata y fuga de Lolita (1974)
- Los muertos, la carne y el diablo (1974)
- Largo retorno (1975)
- Cuando el cuerno suena (1975)
- Una libélula para cada muerto (1975)
- La venganza de la momia (1975)
- La amante perfecta (1976)
- El asesino está entre los trece (1976)
- A la Legión le gustan las mujeres (...y a las mujeres les gusta la Legión) (1976)
- La perversa caricia de Satán (1976)
- Señoritas de uniforme (1976)
- Secuestro (1976)
- La mujer es un buen negocio (1977)
- Eva, limpia como los chorros del oro (1977)
- Uno del millón de muertos (1977)
- La llamada del sexo (1977)
- Estimado Sr. juez... (1978)
- Venus de fuego (1978)
- Pepito Piscinas (1978)
- El día del presidente (1979)
- La boda del señor cura (1979)
- Cinco tenedores (1979)
- ...Y al tercer año, resucitó (1980)
- El alcalde y la política (1980)
- Los cántabros (1980)
- ¡Tú estás loco, Briones! (1981)
- La vendedora de ropa interior (1982)
- De camisa vieja a chaqueta nueva (1982)
- ¡Que vienen los socialistas! (1982)
- La próxima estación (1982)
- Y del seguro... líbranos Señor! (1983)
- La bestia y la espada mágica (1983)
- Christina y la reconversión sexual (1984)
- Cuando Almanzor perdió el tambor (1984)
- A la pálida luz de la luna (1985)
- La hoz y el Martínez (1985)
- Hay que deshacer la casa (1986)
- El viaje a ninguna parte (1986)
- La noche de la ira (1986)
- El disputado voto del señor Cayo (1986)
- El viaje a ninguna parte (1986)
- Moros y cristianos (1987)
- Soldadito español (1988)
- Amanece, que no es poco (1989)
- Mala yerba (1991)

## Trayectoria en teatro
- Plaza de Oriente (1948), de Joaquín Calvo Sotelo
- Don Juan Tenorio (1949), de José Zorrilla
- Historias de una casa (1949), de Joaquín Calvo Sotelo
- Fuego inmortal (1949), de Luis Castillo
- El calendario que perdió siete días (1950), de Enrique Suárez de Deza
- El calendario que perdió siete días (1950), de Enrique Suárez de Deza
- Dueto a dos manos (1952), de Mary Heyley Bell
- Ha llegado Don Juan (1952), de Jacinto Benavente
- Más allá del horizonte (1952), de Eugene O'Neill
- Don Juan Tenorio (1953), de José Zorrilla
- El caso del señor vestido de violeta (1954), de Miguel Mihura
- Historia de un resentido (1956), de Joaquín Calvo Sotelo.[3]
- El cuervo (1957), de Alfonso Sastre.
- Una muchachita de Valladolid (1958), de Joaquín Calvo Sotelo
- La boda de la chica (1960), de Alfonso Paso
- Comedia para asesinos (1960), de James Endharad
- Largo viaje del día hacia la noche (1960), de Eugene O'Neill
- Los años del Bachillerato (1960), de José André Lecour
- El milagro de Anna Sullivan (1961), de William Gibson
- El caballero de Olmedo (1961), de Lope de Vega
- El cerco de Numancia (1961), de Miguel de Cervantes
- En Flandes se ha puesto el sol (1961), de Eduardo Marquina
- Micaela (1962), de Joaquín Calvo Sotelo
- El alcalde de Zalamea (1962), de Calderón de la Barca
- Proceso a Jesús (1962), de Diego Fabbri
- Fuenteovejuna (1962), de Lope de Vega
- Los caciques (1962), de Carlos Arniches.
- Al final de la cuerda (1962), de Alfonso Paso
- Los guanches de Tenerife  (1962), de Lope de Vega
- Angelina o el honor de un brigadier (1962), de Jardiel Poncela
- La cabeza de un traidor (1962), de Robert Bolt
- Divinas palabras (1962), de Valle-Inclán
- Las que tienen que servir (1963), de Alfonso Paso,
- El proceso del arzobispo Carranza (1964), de Joaquín Calvo Sotelo
- Juegos de invierno (1964), de Jaime Salom.
- Pecados conyugales (1966), de Juan José Alonso Millán.
- Los siete infantes de Lara (1966), de Lope de Vega[4]
- El cerco de Numancia (1966)
- Águila de blasón  (1966), de Valle-Inclán[5]
- A puerta cerrada (1967), de Jean Paul Sartre
- Oficio de tinieblas (1967), de Alfonso Sastre
- La casa de las chivas (1968), de Jaime Salom
- El lindo don Diego (1969), de Agustín Moreto
- Tres sombreros de copa (1969), de Miguel Mihura
- El escaloncito (1970), de David Turner.[6]
- Post mortem (1970), de Luis Matilla
- La maleta (1971), de Julio Mauricio
- Usted también podrá disfrutar de ella  (1973), de Ana Diosdado
- Historia de un pechicidio (1974), de Lauro Olmo
- Sonica la cortesana (1975), de Vicente Blasco Ibáñez
- La fierecilla domada (1975), de William Shakespeare
- Los derechos de la mujer (1975), de Alfonso Paso, con Silvia Tortosa.
- Don Juan Tenorio (1977), de José Zorrilla
- Viernes, día de libertad (1977)
- El padre (1978), de August Strindberg.
- La canción de Roldán  (1979)
- Medea (1979), de Séneca
- Filomena Marturano (1980), de Eduardo De Filippo
- El corto vuelo del gallo (1980), de Jaime Salom
- El pato silvestre (1982), de Ibsen
- La señora presidenta (1983), de Bricaire y Lasaygues
- El médico de su honra (1985), de Calderón de la Barca
- La zapatera prodigiosa (1985), de Federico García Lorca
- El alcalde de Zalamea (1988), con Jesús Puente
- Voces de gesta (1991),  de Valle-Inclán
- Cristal de Bohemia (1994), de Ana Diosdado
- ¿Quién teme a Virginia Woolf? (1999), de Edward Franklin Albee y junto Adolfo Marsillach
- Ninette y un señor de Murcia (2003), de Miguel Mihura
- Los árboles mueren de pie (2004), de Alejandro Casona

## Trayectoria en televisión
- Hostal Royal Manzanares (1996-1997)
- Compuesta y sin novio
  - La boda (19 de septiembre de 1994)
- Los ladrones van a la oficina
  - El mejor abuelo (21 de diciembre de 1994)
  - Con la Iglesia topamos (1 de enero de 1993)
- Farmacia de guardia 
  - La samba del tronco (7 de julio de 1994)
  - Para los amigos, Cuin (14 de enero de 1993)
  - El elixir de larga vida (1 de enero de 1991)
- Historias del otro lado
  - El que decide (8 de mayo de 1991)
- Primera función
  - Paquita (9 de noviembre de 1989)
  - Querido insensato (3 de agosto de 1989)
  - Cuando las nubes cambian de luz (16 de febrero de 1989)
- Juncal (1989)
- La huella del crimen
  - El crimen del Capitán Sánchez (19 de abril de 1985)
- La comedia musical española
  - La Cenicienta del Palace (3 de diciembre de 1985)
  - Luna de miel en El Cairo (29 de octubre de 1985)
- Goya (1985)
- El jardín de Venus (1983-1984)
- La máscara negra
  - Un baile de máscaras (21 de mayo de 1982)
- Que usted lo mate bien
  - La rifa (20 de marzo de 1979)
- Teatro Estudio
  - La marquesa Rosalinda (26 de marzo de 1981)
- Teatro breve 
  - La ocasión la pintan calva (20 de diciembre de 1979)
- El Teatro 
  - Usted tiene ojos de mujer fatal (13 de enero de 1975)
- Los pajaritos (1974)
- Crónicas de un pueblo (1971-1974)
- Telecomedia 
  - Comedia de boulevard (14 de diciembre de 1974)
  - Martínez y el director (9 de noviembre de 1974)
- Noche de teatro
  - El poder y la gloria (21 de junio de 1974)
  - El abogado del diablo (13 de septiembre de 1974)
- Ficciones 	
  - Cinco en profundo (22 de julio de 1974)
  - Viaje sentimental (15 de julio de 1974)
  - El rey y la reina (17 de junio de 1974)
  - La cerilla apagada (21 de julio de 1973)
  - A todo riesgo (28 de abril de 1973)
  - Viaje a otros mundos (5 de octubre de 1972)
  - Gradiva (20 de enero de 1972)
- Los camioneros
  - Somos jóvenes y podemos esperar (17 de diciembre de 1973)
- Un, dos, tres... responda otra vez (1972)
- Hora once
  - Yanko, el músico (6 de mayo de 1971)
  - El crimen de Lord Saville (13 de febrero de 1970)
  - El incendio (2 de marzo de 1969)
  - La prueba de la fidelidad (15 de septiembre de 1968)
- Pequeño estudio 
  - El profesor auxiliar (3 de julio de 1970)
  - Un mal negocio (21 de mayo de 1969)
  - Un día en la gloria (3 de enero de 1969)
  - El maestro de Carrasqueda (29 de noviembre de 1968)
- La risa española
  - Qué solo me dejas (18 de julio de 1969)
  - El orgullo de Albacete (4 de julio de 1969)
  - La plasmatoria (18 de abril de 1969)
  - Ni pobre ni rico, sino todo lo contrario (2 de mayo de 1969)
- Teatro de siempre
  - Calígula (25 de octubre de 1971)
  - Por la fuente, Juana (6 de julio de 1970)
  - Los recién casados (11 de mayo de 1970)
  - Juno y el pavo real (4 de abril de 1968)
  - La danza de la muerte (15 de febrero de 1968)
  - La losa de los sueños (26 de enero de 1968)
  - Casa de muñecas (5 de enero de 1968)
  - Romeo y Julieta (22 de diciembre de 1967)
  - Ricardo III (30 de marzo de 1967)
- Estudio 1
  - Nosotros, ellas y el duende (28 de febrero de 1979)
  - Adiós, señorita Ruth (8 de noviembre de 1978)
  - Trampa para un hombre solo (30 de mayo de 1977)
  - El alma se serena (8 de septiembre de 1975)
  - Doña Clarines (7 de julio de 1975)
  - Los Galeotes (22 de marzo de 1974)
  - Los delfines (8 de marzo de 1974)
  - El motín del Caine (11 de enero de 1974)
  - El canto de la cigarra (1 de junio de 1973)
  - Me casé con un ángel (4 de mayo de 1973)
  - Llama un inspector (6 de abril de 1973)
  - El concierto de San Ovidio (19 de enero de 1973)
  - La venganza de Don Mendo (29 de septiembre de 1972)
  - Vivir de ilusiones (15 de septiembre de 1972)
  - La condesa de Bureta (17 de julio de 1972)
  - El emigrante de Brisbane (5 de noviembre de 1971)
  - Las aleluyas del señor Esteve (22 de octubre de 1971)
  - Con la vida del otro (4 de junio de 1971)
  - Historia de una escalera (15 de enero de 1971)
  - El baile (4 de diciembre de 1970)
  - Don Juan Tenorio (13 de noviembre de 1970)
  - Hamlet (23 de octubre de 1970)
  - La casa (18 de junio de 1970)
  - El gran teatro del mundo (26 de marzo de 1970)
  - Plaza de Oriente (10 de febrero de 1970)
  - Un espíritu burlón (22 de enero de 1970)
  - El gran teatro del mundo (21 de octubre de 1969)
  - La desconcertante señora Savage (19 de marzo de 1968)
  - El niño de los Parker (20 de febrero de 1968)
  - Juego escondido (5 de agosto de 1967)
  - Las siete vidas del gato (25 de enero de 1967)
  - Los verdes campos del Edén (4 de enero de 1967)
  - El viaje infinito (31 de agosto de 1966)
  - Noches de San Juan (22 de junio de 1966)
  - La barca sin pescador (11 de mayo de 1966)
  - Las manos son inocentes (2 de marzo de 1966)
  - La chica del gato (9 de febrero de 1966)
  - El pez en el agua (9 de marzo de 1966)
  - Julio César (24 de noviembre de 1965)
- Novela
  - La duquesa de Langeais (25 de diciembre de 1978)
  - Las bostonianas (5 de junio de 1978)
  - Poquita cosa (15 de mayo de 1978)
  - Abel Sánchez (14 de noviembre de 1977)
  - La familia de Alvareda (1 de diciembre de 1975)
  - Ana Karenina (3 de noviembre de 1975)
  - Nunca como antes (13 de mayo de 1974)
  - Las aventuras del Marqués de Letorière (31 de diciembre de 1973)
  - Diario íntimo de la tía Angélica (16 de noviembre de 1973)
  - La verdadera historia de Giovanni Catania-Catania (15 de octubre de 1973)
  - La chica de la granja Blossom (9 de abril de 1973)
  - La prima Phillis (12 de marzo de 1973)
  - El retrato y la imagen (4 de septiembre de 1972)
  - Almas gemelas (19 de junio de 1972)
  - La hija del Capitán (12 de junio de 1972)
  - La Ínsula Barataria (27 de septiembre de 1970)
  - El último hogar (3 de agosto de 1970)
  - Amalia (20 de julio de 1970)
  - Madre Alegría (6 de julio de 1970)
  - El misterio del cuarto amarillo (30 de septiembre de 1968)
  - La Casa de la Troya (20 de diciembre de 1965)
  - La pequeña Dorrit (11 de enero de 1965)
  - El ladrón enamorado (18 de diciembre de 1967)
  - Tus amigos no te olvidan (1 de septiembre de 1964)
  - Los muertos no se chupan el dedo (20 de abril de 1964)
  - ¿Quién me asesinó? (3 de febrero de 1964)
  - El caso de la señora nerviosa (15 de julio de 1963)
- Teatro de humor  
  - Tú y yo somos tres (19 de junio de 1965)
  - La venganza de la Petra (6 de junio de 1965)
  - Los ladrones somos gente honrada (11 de abril de 1965)
  - ¿De acuerdo, Susana? (9 de mayo de 1965)
  - Cuatro corazones con freno y marcha atrás (22 de noviembre de 1964)
- Teatro para todos
  - El cadáver del señor García (24 de julio de 1965)
- Sábado 64 
  - La Piconera (16 de enero de 1965)
- Gran teatro 
  - Las brujas de Salem (31 de enero de 1965)
  - Don Juan Tenorio (27 de octubre de 1963)
- Mañana puede ser verdad 
  - El zorro y el bosque (29 de mayo de 1964)
- Teatro de familia
  - La gran mentira (3 de julio de 1963)
- Primera fila
  - Deuda pendiente (29 de septiembre de 1965)
  - Niebla en el bigote (15 de septiembre de 1965)
  - El canto de la cigarra (23 de diciembre de 1964)
  - El viajero sin equipaje (12 de febrero de 1964)
  - La venda en los ojos (22 de enero de 1964)
  - Paño de lágrimas (14 de junio de 1963)

## Premios y reconocimientos
- Premio del Sindicato Nacional del Espectáculo por Séptima Pagina en 1950.
- TP de Oro  al Mejor Actor, por Los ladrones van a la oficina en 1994.
- Premio Nacional de Teatro 1990 y 1998.
- Medalla de Oro al Mérito en las Bellas Artes 1998.
- Medalla de Oro al Mérito en el Trabajo en 2001 por su trayectoria profesional.